# ムールベケのグイレルムス
ムールベケのグイレルムス（羅: Guillelmus de Morbeka, 英: William of Moerbeke, 1215年/1236年 - 1286年）は、中世ヨーロッパの翻訳家。古代ギリシア語の学術書をラテン語に翻訳した。トマス・アクィナスの友人。
メールベケのウィリアム、メルベカのギヨーム、ムールベーケのギヨームなどとも表記される。

## 生涯
ムールベケ（現ベルギー、フランドル地方の村）出身。ドミニコ会に所属。ラテン帝国期のギリシアでギリシア語を習得。1274年第2リヨン公会議出席。1278年コリント大司教就任。コリントで逝去。

## 訳書
アリストテレス『政治学』『気象論』『霊魂論』『詩学』のほか、アルキメデス、アンモニオス、シンプリキウス、ヒポクラテス、プロクロスなどをラテン語に訳した。
アリストテレスの翻訳は、同じドミニコ会士の友人トマス・アクィナスからの依頼で行った。その訳書はトマスのアリストテレス知識の主要な情報源となり、13世紀末以降の定訳となった。
訳文はボエティウス以来の伝統である逐語訳を用いている。